# Shine On
Shine On ist ein Song des deutschen Dance-Projekts R.I.O. Shine On ist ihre erste eigene Single. Sie wurde am 6. Juni 2008 als Single veröffentlicht und entwickelte sich in Mitteleuropa sowie im mittleren Osten zu einem Sommerhit. Die Single ist auf allen Alben von R.I.O. zu finden und ist auch der Titel des ersten Studioalbums. Am 17. Mai 2019 veröffentlichten R.I.O. ein Remake von Shine On, das in Zusammenarbeit mit dem norwegischen Hip-Hop-Duo Madcon entstand.

## Entstehung
Das Lied wurde von Yanou, Manian und Andres Ballinas komponiert und geschrieben. Es wurde von Yanou und Manian produziert und über ihr eigenes Label Zooland Records und das Label Kontor Records veröffentlicht. Tony T. ist der Sänger des Songs. Das Lied enthält instrumental nur Synthesizerelemente, die von Manian und Yanou stammen.

## Musikvideo
Das Video zur Single Shine On wurde am 22. Januar 2009 auf dem offiziellen YouTube-Kanal des Musiklabels Kontor Records hochgeladen. Regisseur des Musikvideos ist Dirk Hilger. Der Clip ist 3:23 lang. Das ganze Video über ist Tony T., der Sänger des Projekts, zu sehen. Er geht durchs Wasser eines Strandes, steht an Steilküsten und läuft über die Straßen einer Insel. Es wurde auf YouTube insgesamt über 30 Millionen Mal aufgerufen.

## Inhalt und Text
Der Refrain, Let Me Be The Love That Comes From The Sun I Wanna Be Your Love Light From Above Shine On, Shine On, Shine On!, sagt hauptsächlich aus, dass jemand die Liebe und das Licht der Sonne sein möchte und auch gerne so viel Liebe verbreiten möchte.

## Titelliste
1. Radio Mix – 3:23
2. Extended Mix – 6:05
3. Original Mix – 6:03
4. Spencer & Hill Remix – 6:18
5. Mondo Mix – 5:53
6. Soft House Mix – 5:36[3]

## Chartplatzierungen
Der Song erreichte in ganz Europa die Charts. Im deutschsprachigen Raum war er in der Schweiz mit Platz 17 am erfolgreichsten. In Deutschland erreichte er Platz 25, in Österreich Platz 21 und in den Niederlanden Platz 20 der Dutch Top 40. In zahlreichen südeuropäischen Ländern sowie im gesamten Mittleren Osten erreichte das Lied die Spitze der offiziellen Charts. Shine On war stand darüber hinaus auf Platz eins der Jahrescharts 2008 in Dubai und Israel. In Deutschland erreichte der Song Platz 1 der Dance Charts sowie Platz 99 der deutschen Jahrescharts 2008.
| ChartsChartplatzierungen | Höchstplatzierung | Wochen |
| ------------------------ | ----------------- | ------ |
| Deutschland (GfK)        | 25 (20 Wo.)       | 20     |
| Österreich (Ö3)          | 21 (23 Wo.)       | 23     |
| Schweiz (IFPI)           | 17 (51 Wo.)       | 51     |

| ChartsJahrescharts (2008) | Platzierung |
| ------------------------- | ----------- |
| Deutschland (GfK)         | 99          |
| Schweiz (IFPI)            | 65          |